# Psittiparus ruficeps
Psittiparus ruficeps е вид птица от семейство Коприварчеви (Sylviidae).

## Разпространение
Видът е разпространен в източните части на Хималаите, Мианмар, Лаос и Виетнам. Естествените му местообитания са субтропичните и тропически влажни низинни и планински гори.